# 萬國殯儀館

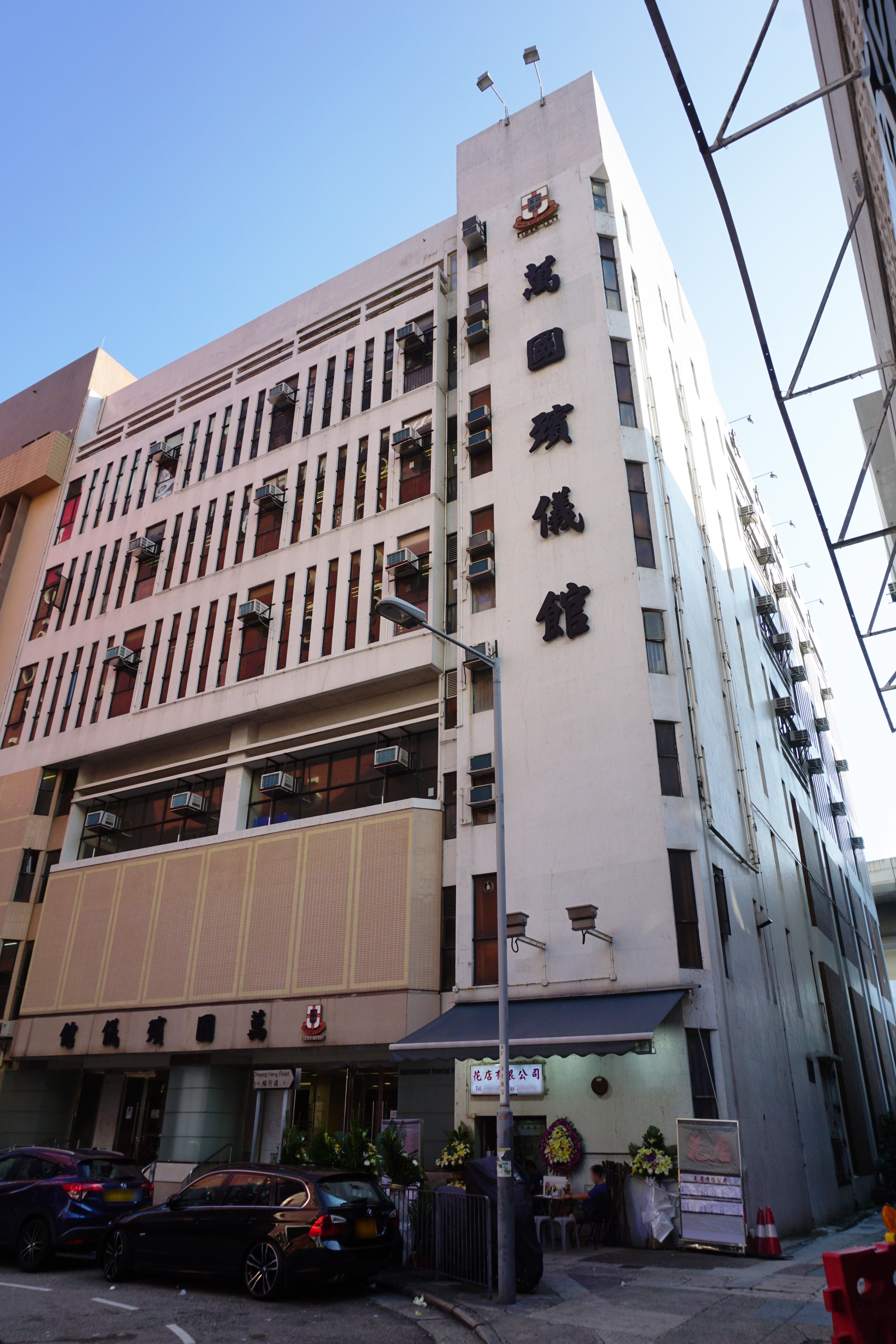
萬國殯儀館

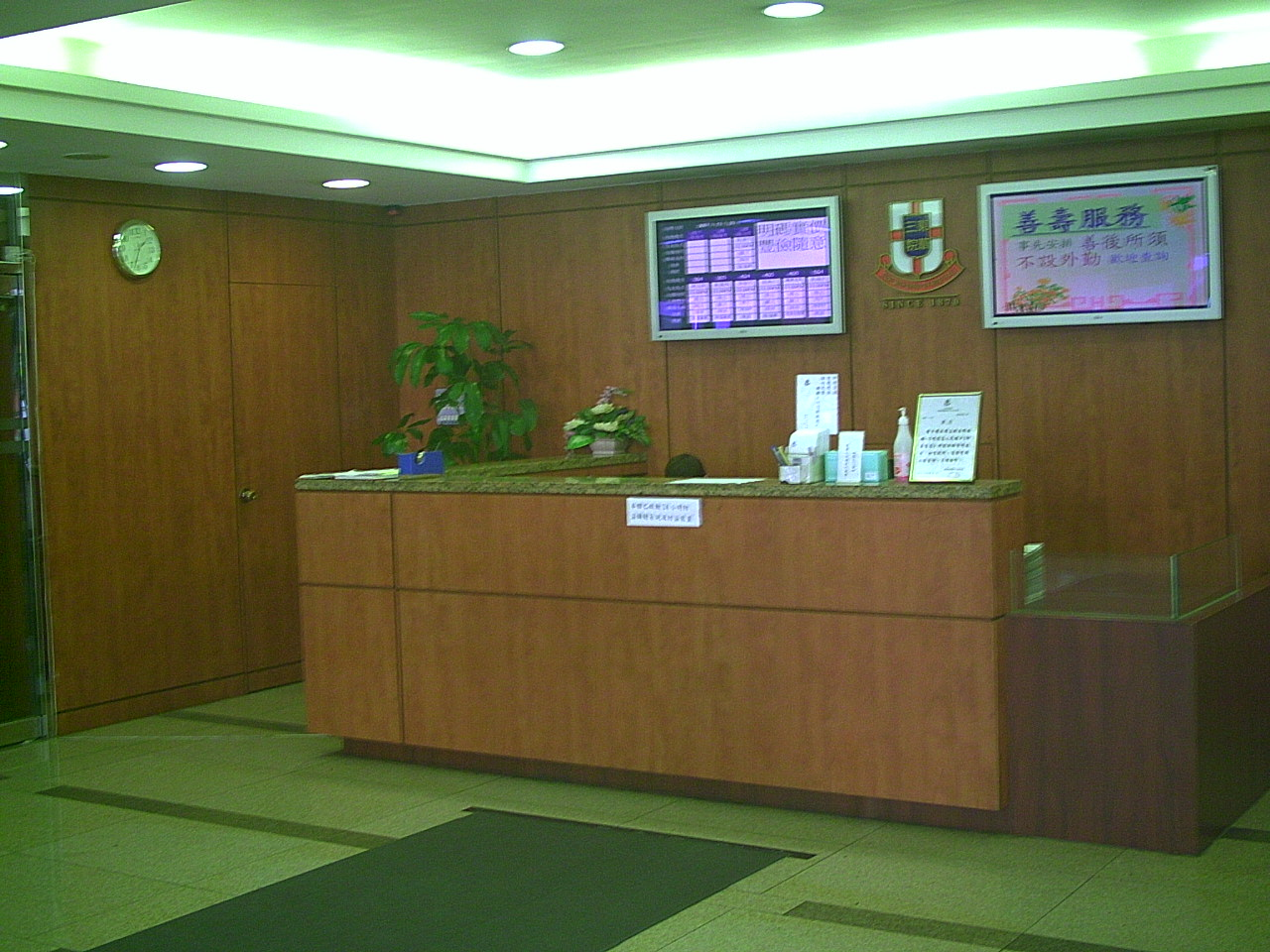
接待處

萬國殯儀館（英語：International Funeral Parlour），是香港一家非牟利殯儀館，位於九龍紅磡暢行道8號，由東華三院董事局殯葬服務委員會營辦，該處鄰近地帶是香港主要的殯儀服務集中地之一，有花店、長生店等。
殯儀館樓高7層，設有3間大禮堂和18間靈寢室，最多可同時舉行21場喪禮。

## 歷史
1951年2月11日，萬國殯儀館於前身為溜冰場的灣仔駱克道41至51號開業，當時屬單層建築物，地面一層是禮堂，另設地庫停屍間。
因面積不敷應用，1960年於鰂魚涌海堤街16號動工興建樓高5層之新館，並在1962年7月1日正式遷入，灣仔原址於1964年2月9日改建為東城戲院，因前身是殯儀館，以至戲院鬼故連篇。後因生意淡薄，戲院在1974年2月開始拆卸，其後再於1976年底重建成寫字樓東城大廈。
1970年，殯儀大王蕭明斥資900萬港元收購萬國殯儀館。
1971年6月1日蕭明將萬國殯儀館5樓租予東華三院，創辦香港首間非牟利方式營運殯儀館，名為東華三院殯儀館，提供廉價服務，租期兩年。
1973年6月東華三院不獲續約，萬國殯儀館亦於同年拆卸。
1977年8月重建成龍景大廈。
1974年1月16日，東華三院將港島區殯儀服務遷入由上環東華醫院殮房擴建而成的上環臨時殯儀館，同年東華三院董事局倡議永久新址。
經政府撥地，紅磡新址於1976年3月奠基興建。
1980年2月13日由東華三院主席邱木城主持落成典禮，同年3月18日正式遷入啟用，建造費為1200萬港元，新館恢復「萬國殯儀館」名稱。
2003年東華三院斥資4000多萬港元翻新。

## 鄰近
- 世界殯儀館
- 寰宇殯儀館
- 九龍公眾殮房
- 港鐵（東鐵綫、屯馬綫）紅磡站A3出口（步行4分鐘）
- 港鐵（觀塘綫、屯馬綫）何文田站B1出口（步行5分鐘）

## 於萬國殯儀館舉行喪禮儀式的香港名人
灣仔原址
- 喜劇演員伊秋水
- 粵劇編劇家唐滌生
- 英籍騎師李路

鰂魚涌繼址
- 騎師何偉航

紅磡現址
- 前無綫電視監製蕭顯輝
- 前亞洲電視藝員鍾慧寧
- 前亞洲電視監製馮永泉
- 資深攝影師陳國雄
- 華懋集團創辦人王廷歆
- 資深演員施介強
- 東華三院李東海小學女教師林麗棠
- 資深演員夏萍
- 資深演員梁天
- 藝人林子博的太太董燕君
- 資深演員沈威
- 金牌監製鄺業生
- 前大埔區議會議員區鎮樺

## 相關
- 蕭明

## 資料來源
1. 1 2 3 4 5  . 華僑日報第二張第四頁. 1980年2月14日.（繁體中文）
2. ↑  . 華僑日報第一張第一頁. 1951年2月11日. （繁體中文）
3. ↑  . 華僑日報第二張第二頁. 1951年1月11日. （繁體中文）
4. ↑  . http://www.weshare.hk/. 2013年4月4日  [2016年4月29日]. （原始内容存档于2021年4月20日）.（繁體中文）
5. ↑  . 太陽報. 2005年12月3日  [2016年5月3日]. （原始内容存档于2020年5月29日）.（繁體中文）
6. 1 2  . 華僑日報第四張第二頁. 1962年6月30日.（繁體中文）
7. ↑  . 工商晚報第六頁. 1964年2月9日.（繁體中文）
8. 1 2 3 4  . 經濟通. 2015年5月14日  [2016年4月29日]. （原始内容存档于2016年5月31日）.（繁體中文）
9. ↑  東城戲院簡介 的存檔，存档日期2016-04-23.
10. ↑  . 工商晚報第二頁. 1976年12月7日.（繁體中文）
11. 1 2  . 華僑日報第二張第四頁. 1974年1月15日.（繁體中文）
12. ↑  . 華僑日報. 1974年. （繁體中文）
13. ↑  . 中原地產. （原始内容存档于2016-05-05）.（繁體中文）
14. ↑  . 華僑日報第三張第三頁. 1980年3月17日.（繁體中文）
15. ↑  . 尚禮坊.   [2016-04-30]. （原始内容存档于2020-11-29）.（繁體中文）

## 外部連結
- 萬國殯儀館官方網址 （页面存档备份，存于）